# Луї-Антуан дю Плессі, герцог де Рішельє
Луї-Антуан де Він'єро дю Плессі (фр. Louis-Antoine-Sophie de Vignerot du Plessis; 4 лютого 1736–1791) — військовий діяч Французького королівства, 4-й герцог Рішельє, герцог Фронзак, принц Мортань, маркіз Пон-Курле, граф Кознак, барон Барбезьє, барон Козе і барон де Соген, пер Франції.

## Життєпис
Походив з аристократичного роду де Він'єро дю Плессі. Єдиний син Луї Франсуа дю Плессі, маршала Франції, та Єлизавети Софії Лотаринзької. Народився 1736 року в Парижі. Здобув гарну освіту. Королівська фаворитка маркіза Помпадур планувала одружити молодого Луї-Антуана зі своєю донькою Олександриною, проте батько юнака послався на те, що рід матері Луї-Антуана більш родовитий за дю Плессі, тому необхідна згода її сюзерена — імператора Священної Римської імперії. 1764 року одружився з представницею знатного роду Отфор.
Спочатку був одним з камергерів короля. Потім обрав собі кар'єру військовика. У 1776 році після смерті дружини одружився вдруге. Дослужився у 1780 року до звання генерал-лейтенанта. 1788 року після смерті батька успадкував титули герцога Рішельє і Фронзак. Помер 1791 року.

## Родина
1. Дружина — Аделаїда-Габріела, донька Емманюеля-Дідоне, маркіза де Отфора.
Діти:
- Арман-Емманюель (1766—1822), прем'єр-міністр Франції

2. Дружина — Марія-Антуанетта де Галліфе
Діти:
- Арманда-Марія (1777—д/н), маркіза де Монкальм-Гозон;
- Арманда-Сімпліція-Габріель (1778—д/н), дружина маркіза Антуана-П'єра-Жозефа Шапеля де Жуміака